# 3LAU

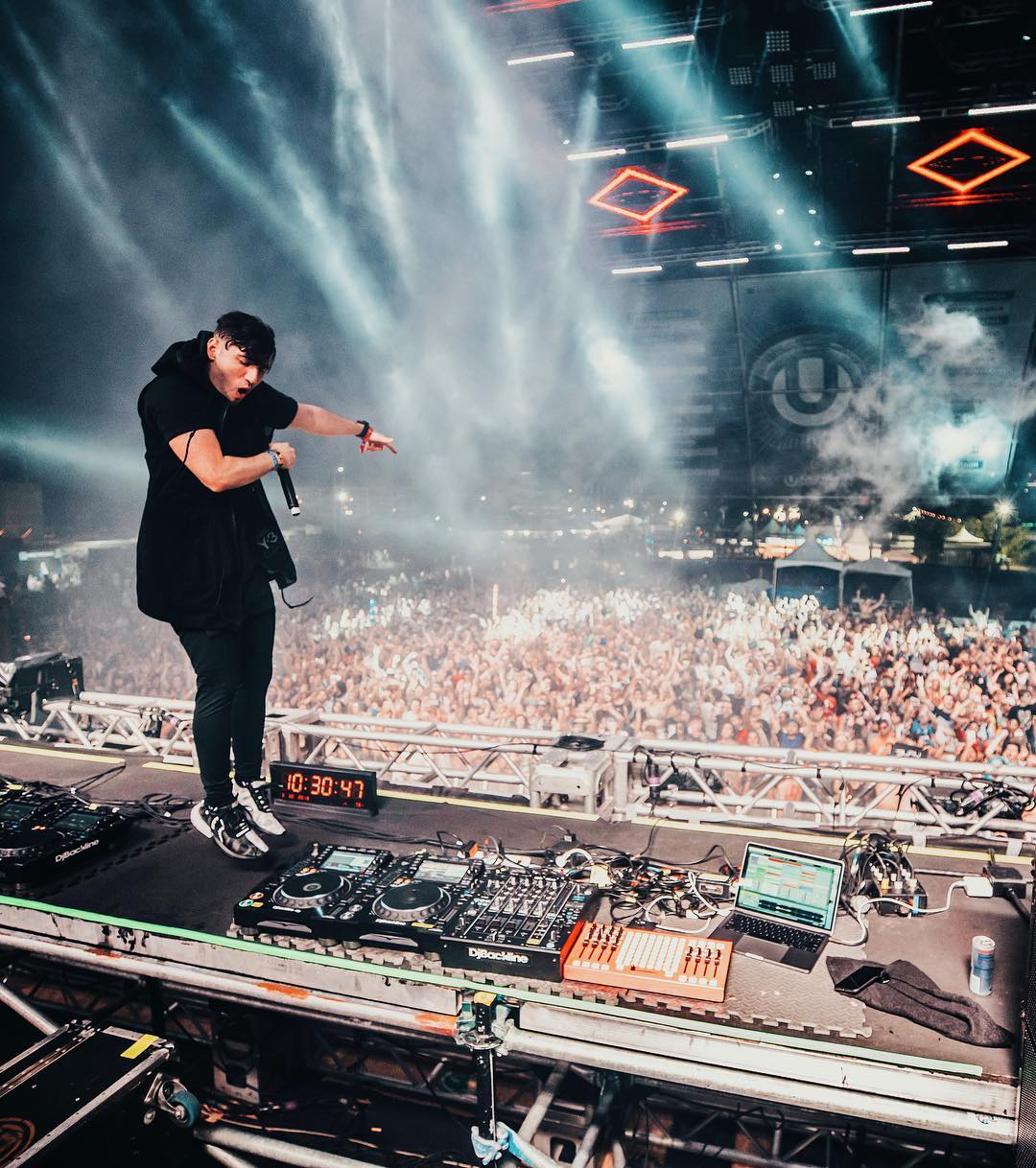
3LAU beim Ultra Music Festival 2019

3LAU (* 9. Januar 1991 in Syosset, Nassau County, New York; eigentlich Justin Blau) ist ein US-amerikanischer DJ und Produzent im Bereich Progressive House und Electro House.

## Leben
Blau entstammt einer Künstlerfamilie, sein Großvater war Toningenieur für Jimi Hendrix, seine Mutter eine Tänzerin am Broadway und sein Vater verdiente sich sein Geld als Zauberer. Er lernte schon früh den Umgang mit dem Klavier und der Gitarre. Mit 13 Jahren zog er mit seiner Familie nach Las Vegas, Nevada; wo er auch den Rest seiner Jugend verbrachte. Er besuchte dort The Meadows School und studierte anschließend an der Washington University in St. Louis. 2011. Während eines Urlaubs in Schweden entdeckte er die elektronische Musik und begann nach seiner Rückkehr in die Vereinigten Staaten mit dem Produzieren von Mashups und verbrachte die Nächte mit DJing. Er gab sich den Künstlernamen 3LAU und veröffentlichte einige dieser ersten Arbeiten auf YouTube. Diese gingen viral und machten ihn in der Netzgemeinde via YouTube und Facebook populär. Auch mit seinen Bootlegs von Girls Who Save the World und All Night Long erntete er erste Erfolge. Außerdem gewann er einen Remix Contest von Tiëstos Work Hard, Play Hard. Einige seiner Werke erreichten hohe Platzierungen bei Beatport und The Hype Machine.
Seit 2011 veröffentlichte er seine Bootleg-Serie Dance Floor Filth, die bis 2014 vier Teile umfasst. Seit Teil 2 (2012) enthalten diese auch eigene Produktionen mit Gitarre- und Klavier-Samples sowie offizielle Remixe und Mashups. Top-DJs wie Bob Sinclar, Hardwell und Porter Robinson nahmen einige Stücke in ihr Repertoire auf. Parallel dazu ging er auf 3LAU Your Mind-Tour, gefolgt von der Night-Riot-Tour zusammen mit Carnage. Es folgten weitere Singleveröffentlichungen auf bekannten Labels wie Revealed Recordings und Spinnin Records. Seit 2013 ist er auch vermehrt auf großen Festivals zu sehen, wie dem Ultra Music Festival oder dem Electric Daisy Carnival.
2014 erschien mit Vikings eine Kollaboration mit Botnek auf dem Label Dim Mak. Im Jahr 2014 wurde 3LAU auf Platz 81 in die DJ Mag Top 100 der besten DJs gewählt.
3LAU ist nicht nur als DJ aktiv, er unterstützt auch das Projekt Pencils of Promise. Von seinen Tourgeldern und seinen Download-Erlösen wird ein Teil abgezweigt und in Schulgründungen in Guatemala investiert.
Im Januar 2025 trat 3lau bei  Donald Trumps zweitem Eröffnungsball auf und wurde für seinen Auftritt von vielen Künstlern der elektronischen Musikszene auf Instagram unter einem Post von dem Auftritt heftig kritisiert, unter anderem vom bekannten DJ deadmau5 der 3lau als „Nepo Pissbaby“ bezeichnete, der hinter Nazis stehe. Am 17. Februar 2025 postete er auf X einen Beitrag, wo er schrieb „Kein Dollarbetrag kann deinen Ruf wiederherstellen“. Ein Tag danach löschte 3lau seinen Instagram-Account und eröffnete wieder ein neues. Auf dem Account wurde ein Foto veröffentlicht mit dem Titel „3LAU est. 2010 end. 2025“.

## Musikstil
3LAUs Musik zeichnet sich durch eine ganze Bandbreite an Einflüssen aus und arbeitet genreübergreifend, unter anderem mit Mashups, House und Dubstep und verwendet oft Gitarren- und Klavierklänge. Er arbeitet überwiegend mit Programmen aus dem Hause Ableton. Bei seinen Liveshows verwendet er Mashups, Electro-House, poppige Gesangsamples sowie Samples aus den 1990ern.

## Diskografie

### Alben
- 2011: Dance Floor Filth 1 (Eigenproduktion, Download)
- 2012: Dance Floor Filth 2 (Eigenproduktion, Download)
- 2013: Dance Floor Filth 3 (Eigenproduktion, Download)
- 2013: March Mashup Mondays (Eigenproduktion, Download)
- 2014: Dance Floor Filth 4 (Eigenproduktion, Download)
- 2016: Dance Floor Filth 5 (Eigenproduktion, Free Download)

### Singles
2013
- Escape (mit Paris & Simo featuring Bright Lights)

2014
- How You Love Me (featuring Bright Lights)
- Vikings (mit Botnek)
- Bang (Tiësto, Bootleg)
- Don’t Wait (mit Coming Soon)
- Somehow (mit Dash Berlin, featuring Bright Lights)
- Always (mit Blinders, Charles)
- We Came to Bang (mit Luciana)

2015
- The Night (mit Nom de Strip und Estelle)
- Alive Again (mit Emma Hewitt)

2016
- Is It Love (mit Yeah Boy)
- Fire (mit Said the Sky, featuring Neonheart)
- You Want More (featuring MAX)

2017
- On My Mind (mit Yeah Boy)
- Hot Water (mit Audien, featuring Victoria Zaro)
- Star Crossed
- Walk Away (featuring Luna Aura)

2018
- On My Own (featuring Nevve)
- Touch (featuring Carly Paige)
- Dirty Neon (mit ZAXX, featuring Olivera)
- Punk Right Now (mit Hyoyeon)
- Game Time (featuring Ninja)

2019
- Would You Understand (featuring Carly Paige)

2020
- Tokyo (featuring XIRA)

### Remixe
- Zedd – Spectrum (3LAU Remix)
- James Egbert – Back to New (3LAU Remix)
- Kap Slap – E.T. Feels Starry Eyed (3LAU Remix)
- Adele – Set Fire to the Rain (3LAU-Bootleg)
- Tiësto – Red Lights (3LAUs Acoustic Version)
- Jessie J, Ariana Grande, Nicki Minaj – Bang Bang (3LAU Remix)
- Blinders feat. Charles – Always (3LAU Mix)